# Burke County, Georgia
Burke County är ett administrativt område i delstaten Georgia, USA. År 2010 hade countyt 23 316 invånare. Den administrativa huvudorten (county seat) är Waynesboro.

## Geografi
Enligt United States Census Bureau har countyt en total area på 2 163 km². 2 151 km² av den arean är land och 12 km² är vatten.

### Angränsande countyn
- Richmond County - nord
- Aiken County, South Carolina - nordost
- Barnwell County, South Carolina - nordöst
- Allendale County, South Carolina - öst
- Screven County - sydost
- Jenkins County - syd
- Emanuel County - sydväst
- Jefferson County - väst

### Orter
- Blythe (delvis i Richmond County)
- Girard
- Keysville
- Midville
- Sardis
- Vidette
- Waynesboro (huvudort)